# Бира (приток Амура)

Бассейн Амура

Бира́ (также Большая Бира, название происходит, по-видимому, от эвенкийского бира — река) — средняя река в Еврейской автономной области России, левый приток Амура.
Длина реки — 261 км, площадь бассейна — 9580 км².  Средний расход воды — 125 м³/с. Образуется слиянием рек Сутара и Кульдур, стекающих с Сутарского хребта и хребта Малый Хинган. Течёт в основном по низменной равнине. Питание преимущественно дождевое; летом дожди вызывают резкие колебания уровня реки. На реке Бира расположен город Биробиджан, название которого обязано реке своим первым компонентом. Из подрусловых вод Биры осуществляется водозабор для производственных и бытовых нужд города.
В верхнем и среднем течении по долине Биры проходит Транссибирская магистраль и автотрасса Чита — Хабаровск, связывающие Дальний Восток России с другими российскими регионами.

Осенью в Биру заходит на нерест кета.

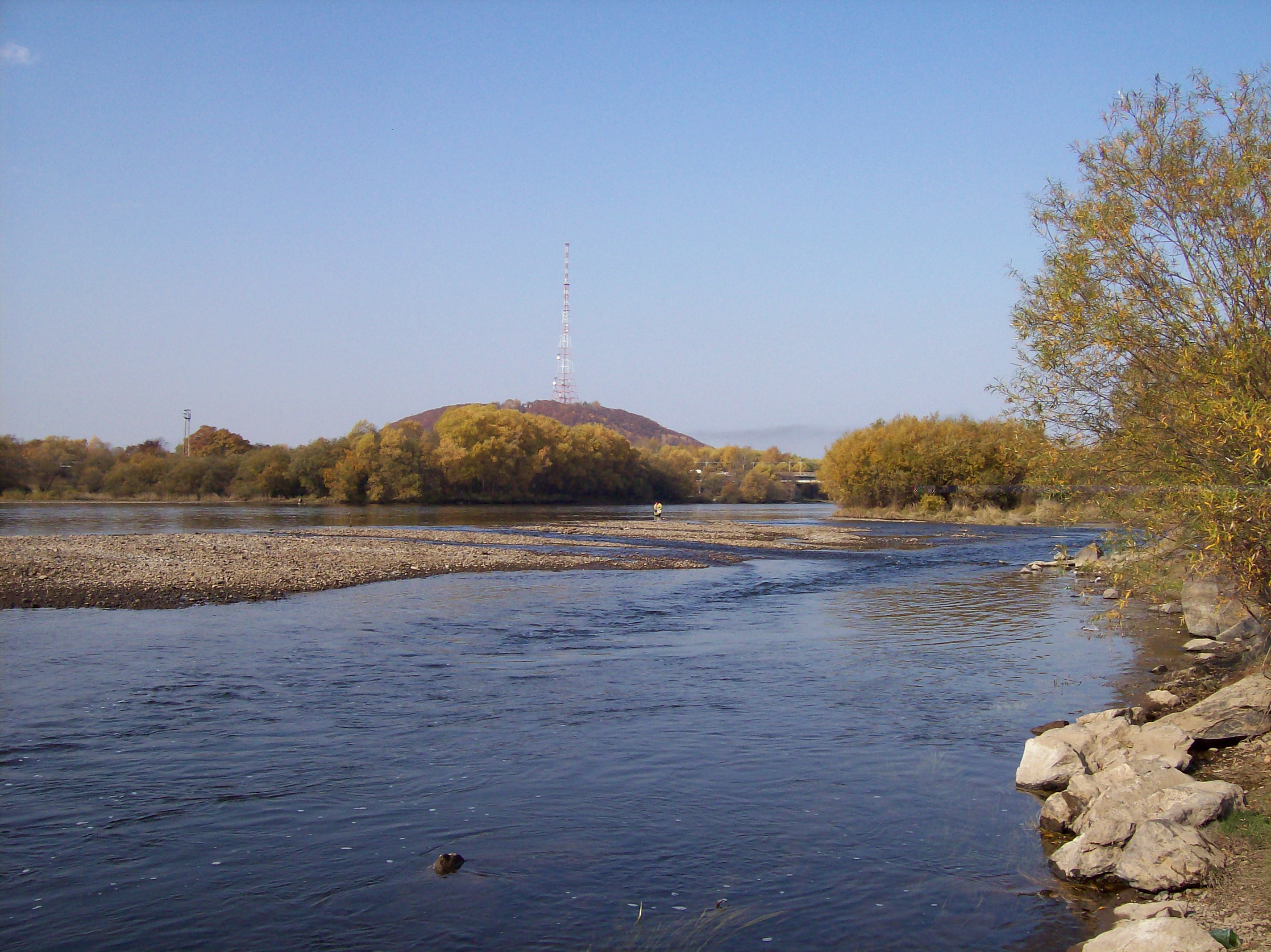
Бира осенью, автодорожный мост в Биробиджане (ул. Биршоссе — ул. Димитрова) и сопка с телевышкой.
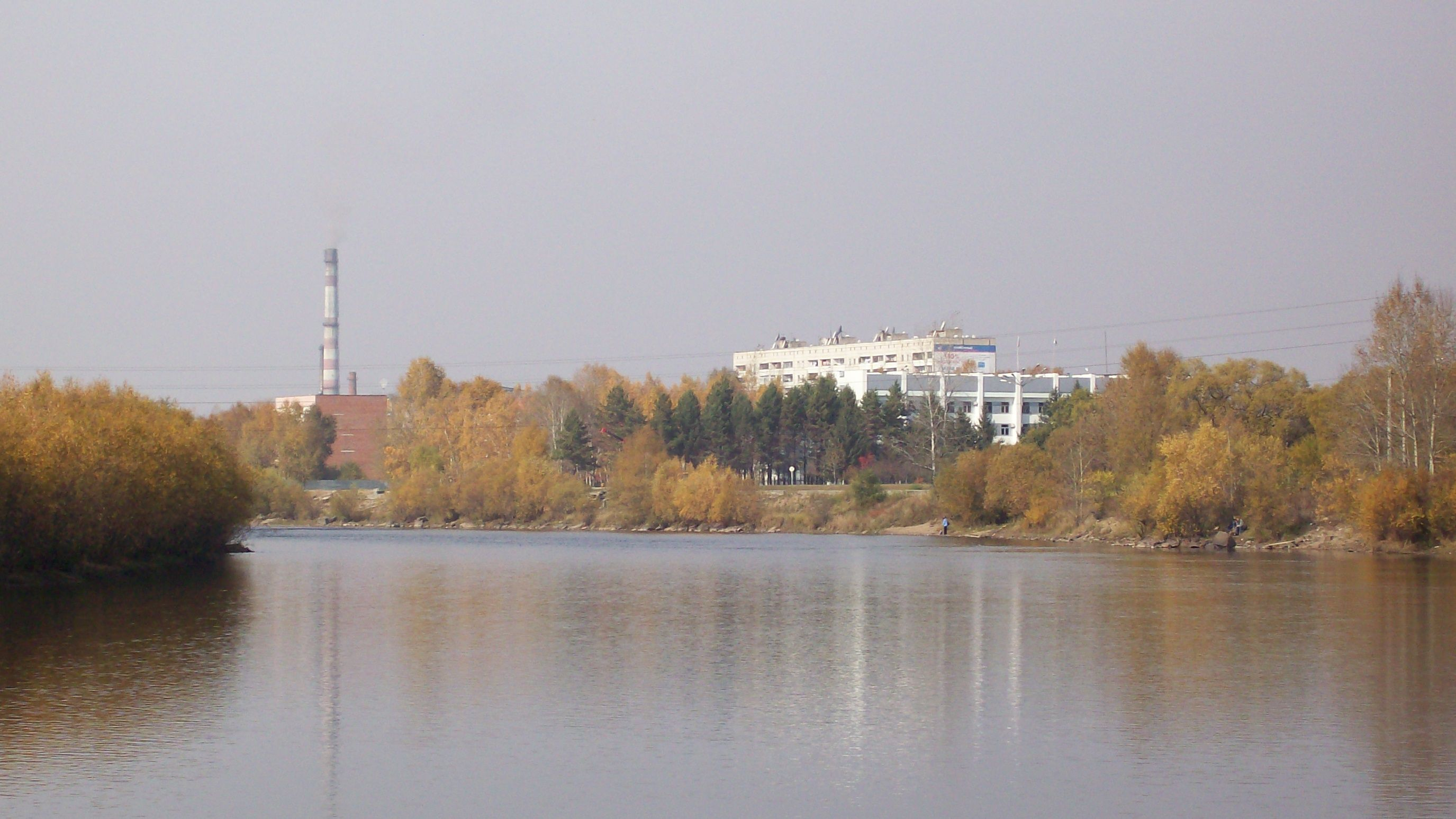
Бира напротив Биробиджанской областной филармонии.

## Населённые пункты у реки
Сверху вниз:
Облученский район
- Биракан
- Теплоозёрск (л. б.)
- Лондоко-завод (л. б.)
- Лондоко (л. б.)
- Будукан (л. б.)
- Бира (л. б.)
- Семисточный (л. б.)
- Трек (л. б.)

Биробиджанский район
- Кирга (л. б.)
- Раздольное (л. б.)
- Биробиджан
- Птичник (л. б.)
- Валдгейм (л. б.)
- Красный Восток (л. б.)
- Пронькино (л. б.)
- Аэропорт (л. б.)
- Жёлтый Яр (л. б.)
- Найфельд (л. б.)
- Казанка (п. б.)
- Дубовое (п. б.)
- Петровка (л. б.)
- Русская Поляна (л. б.)
- Надеждинское (п. б.)
- Головино (п. б.)